# Lorenzo Geyres
Lorenzo Geyres – miasto w Urugwaju, w departamencie Paysandú.